# Joža Skočilić
Joža Skočilić, hrvaški general, * 18. oktober 1915, † 19. februar 2001.

## Življenjepis
Leta 1941 je vstopil v NOVJ in KPJ. Med vojno je bil politični komisar več enot; nazadnje 13. divizije.
Po vojni je bil poveljnik divizije in korpusa, namestnik načelnika Personalne uprave JLA, pomočnik poveljnika Vojne mornarice,...